# Савоа
 Тази статия е за департамента във Франция.  За изкуствоведката вижте Бенедикт Савоа.  
Савоа (на френски: Savoie, „Савоя“) e департамент в регион Оверн-Рона-Алпи, югоизточна Франция. Образуван е през 1860 година от южните области на присъединената към Франция част от историческата област Савоя. Площта му е 6028 км², а населението – 431 755 души (2016). Административен център е град Шамбери.
Савоя е с високопланински терен и в нея се намира река Изер и само една трета от площта е подходяща за обработване.